# Pacific Cup (rugby league)
La Pacific Cup fue un torneo de rugby league disputado entre 1975 y 2009.
A su última edición en 2009, New Zealand Māori había ganado cuatro campeonatos, siendo la más ganadora.

## Campeonatos
| Edición | Año  | Campeón                                      | 2º puesto                               |
| ------- | ---- | -------------------------------------------- | --------------------------------------- |
| I       | 1975 | Māori                                        | Papúa Nueva Guinea                      |
| II      | 1977 | Māori                                        | Western Australia                       |
| III     | 1986 | Māori                                        | Samoa                                   |
| IV      | 1988 | Māori                                        | Samoa                                   |
| V       | 1990 | Samoa                                        | Māori                                   |
| VI      | 1992 | Samoa                                        | Tonga                                   |
| VII     | 1994 | Tonga                                        | Fiyi                                    |
| VIII    | 1997 | Nueva Zelanda                                | Samoa                                   |
| IX      | 2004 | Islas Cook (Pacific Rim) Samoa (Pacific Cup) | Māori (Pacific Rim) Tonga (Pacific Cup) |
| X       | 2006 | Tonga                                        | Fiyi                                    |
| XI      | 2009 | Papúa Nueva Guinea                           | Islas Cook                              |

## Posiciones
Número de veces que los equipos ocuparon cada posición en todas las ediciones.
| Equipo             | Campeón | 2º puesto |
| ------------------ | ------- | --------- |
| Māori              | 4       | 2         |
| Samoa              | 2       | 3         |
| Tonga              | 2       | 1         |
| Islas Cook         | 1       | 1         |
| Papúa Nueva Guinea | 1       | 1         |
| Nueva Zelanda      | 1       |           |
| Fiyi               |         | 2         |
| Western Australia  |         | 1         |